# Vol planant

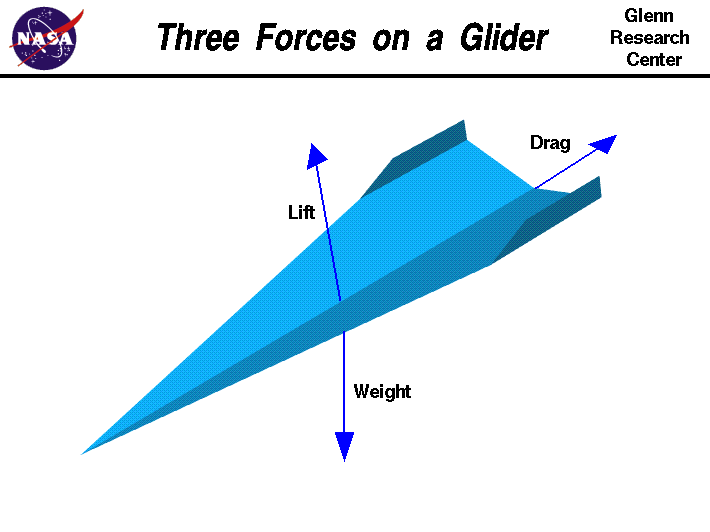
Forces sobre un animal que plana o un avió en vol

El vol planant o vol lliure és un vol més pesat que l'aire sense l'ús d'empenta, generalment associat amb l'esport aeri. El terme volplaning també fa referència a aquesta manera de vol en els animals.

## Avions ("planadors"
La majoria d'avions alats poden planar fins a cert punt, però hi ha diversos tipus d'avions dissenyats per planar:
- Planador
- Ala delta
- Parapent
- Planador de velocitat
- Paracaigudes d'aire RAM
- Estel de rotor, si no està lligat, conegut com a planador rotatiu o giroplanador.
- Planador militar
- Avió de paper
- Planador radiocontrolat
- Coet planador
- Vestit d'ala

La principal aplicació humana és actualment recreativa, tot i que durant la Segona Guerra Mundial es van utilitzar planadors militars per portar tropes i equipament a la batalla. Els tipus d'aeronaus que s'utilitzen per a l'esport i l'esbarjo es classifiquen en planadors (planos de vela), ala delta i parapent. Aquests dos últims tipus solen ser llançats a peu. El disseny dels tres tipus els permet pujar repetidament utilitzant aire ascendent i després planar abans de trobar la següent font d'elevació. Quan es fa en planadors (plans de vela), l'esport es coneix com a planeig i de vegades com a vol. Per als avions llançats a peu, es coneix com ala delta i parapent. Els entusiastes també volen planar amb radiocontrol amb ales fixes.
A més dels planadors motoritzats, alguns avions motoritzats estan dissenyats per a planaments rutinaris durant una part del seu vol; generalment quan aterra després d'un període de vol motoritzat. Aquests inclouen:
- Aeronaus experimentals com el X-15 nord-americà, que va planar enrere havent utilitzat el seu combustible
- Nau espacial com els transbordadors espacials, SpaceShipOne i el rus Buran

Les aeronaus que no estan dissenyades per al planeig poden ser obligades a realitzar un vol planant en cas d'emergència, com ara tota fallada del motor o esgotament del combustible. Consulteu la llista de vols de les companyies aèries que requereixen vol planejador. planar en un helicòpter s'anomena autorrotació.

## Animals planadors

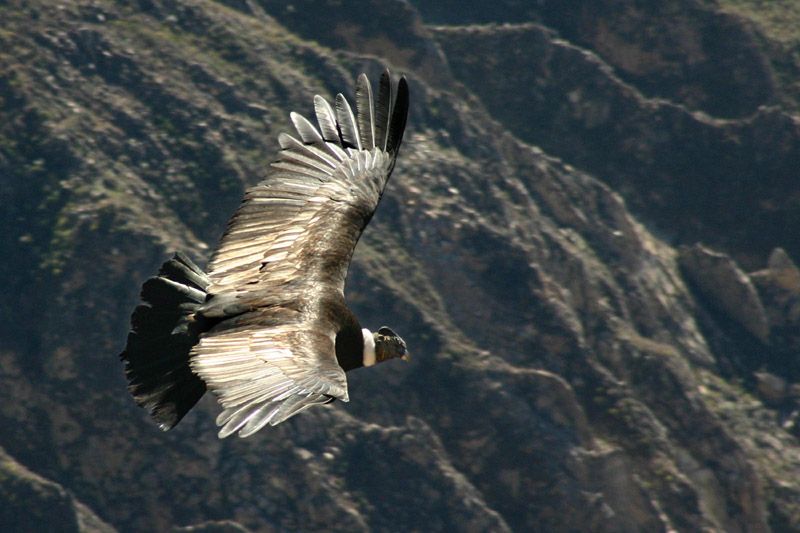
Còndor andí elevant-se

### Ocells
Diversos animals han evolucionat per separat planant moltes vegades, sense cap avantpassat únic. Els ocells, en particular, utilitzen el vol planant per minimitzar el seu ús d'energia. Els ocells grans són notablement capaços de planar, entre ells:
- Albatros
- Còndor
- Voltor
- Àguila
- Cigonya
- Fregata

Igual que els avions d'esbarjo, els ocells poden alternar períodes de planeig amb períodes de vol en aire ascendent, de manera que passen un temps considerable en l'aire amb una despesa mínima d'energia. La fregata gran en particular és capaç de fer vols continus de varies setmanes.

### Mamífers

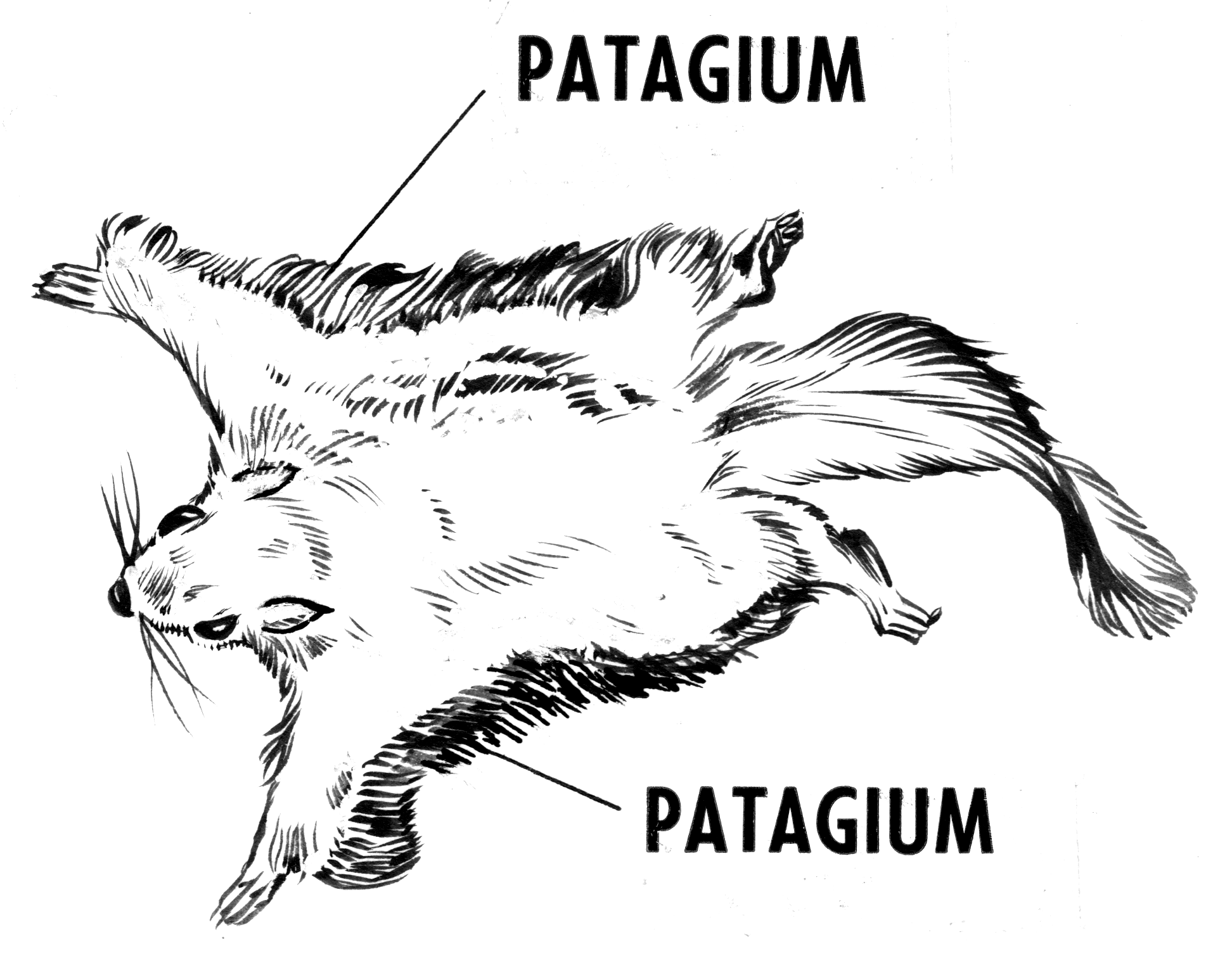
Patagia en un esquirol volador

Per ajudar al planeig, alguns mamífers han desenvolupat una estructura anomenada patagium. Aquesta és una estructura membranosa que es troba estesa entre una sèrie de parts del cos. Està més desenvolupat en ratpenats. Per motius semblants als ocells, els ratpenats poden planar de manera eficient. En els ratpenats, la pell que forma la superfície de l'ala és una extensió de la pell de l'abdomen que va fins a la punta de cada dit, unint la extremitat anterior amb el cos. El patagi d'un ratpenat té quatre parts diferenciades:
1. Propatagium: el patagi present des del coll fins al primer dígit
2. Dactylopatagium: la part que es troba dins dels dígits
3. Plagiopatagium: la part que es troba entre l'últim dit i les extremitats posteriors
4. Uropatagi : la part posterior del cos entre les dues extremitats posteriors

Altres mamífers com les zarigües planantes i els esquirols voladors també llisquen utilitzant un patagi, però amb una eficiència molt més baixa que els ratpenats. No poden guanyar alçada. L'animal es llança des d'un arbre, estenent les seves extremitats per exposar les membranes planants, generalment per anar d'arbre en arbre a les selves tropicals com a mitjà eficient tant per localitzar aliments com per evadir els depredadors. Aquesta forma de locomoció arbòria, és comuna a les regions tropicals com Borneo i Austràlia, on els arbres són alts i molt espaiats.
En els esquirols voladors, el patagi s'estén des de les extremitats anteriors fins a les posteriors al llarg de cada costat del tors. En el planador de sucre, la patagia s'estenen entre el cinquè dit de cada mà fins al primer dit de cada peu. Això crea un perfil aerodinàmic que els permet planar 50 metres o més. Aquest vol planant es regula canviant la curvatura de la membrana o movent les potes i la cua.

### Peixos, rèptils, amfibis i altres animals planants

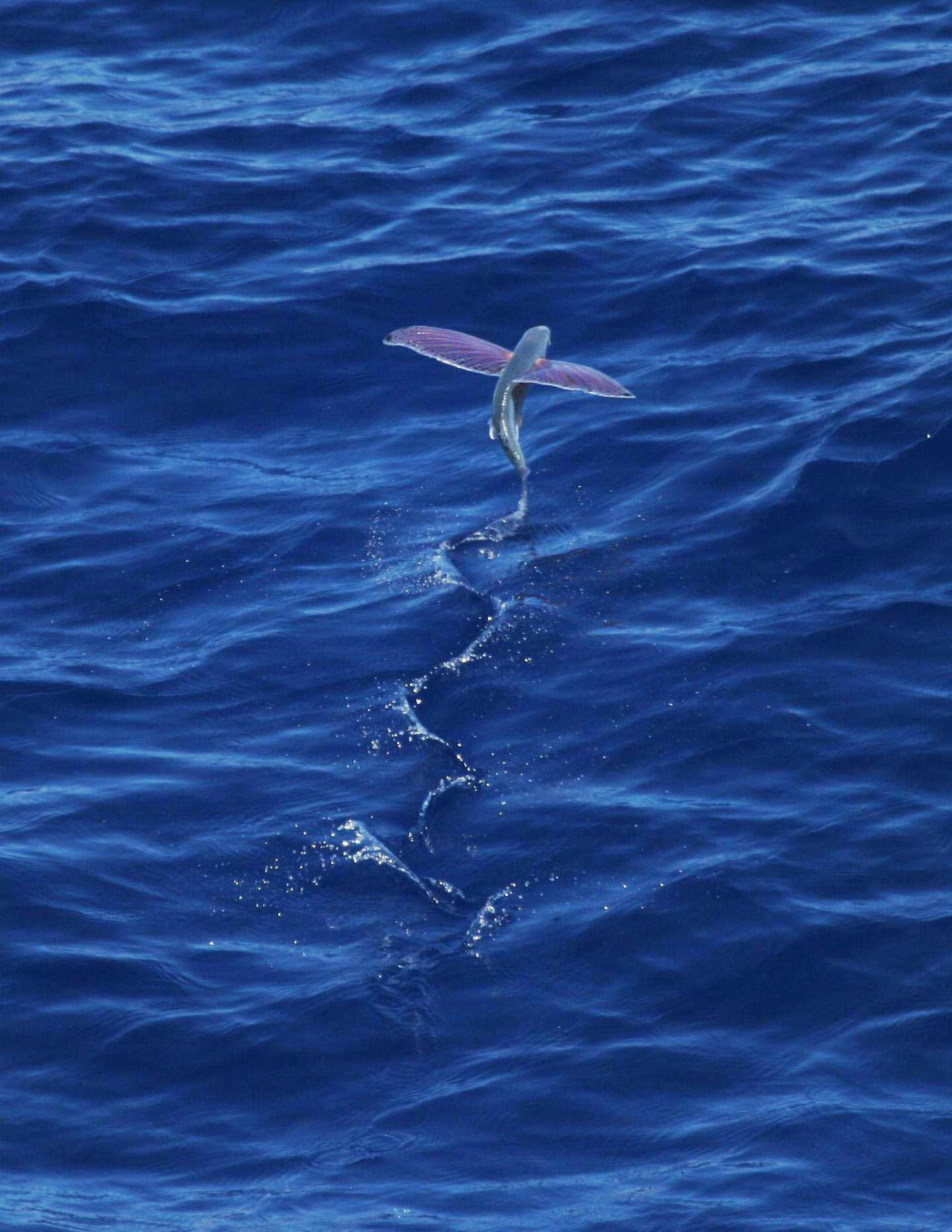
Peixos voladors enlairament

A part dels mamífers i els ocells, també planen altres animals, en particular els peixos voladors, les serps voladores, les granotes voladores i els calamars voladors.
Els vols de peixos voladors solen ser d'uns 50 metres (160 ft), tot i que poden utilitzar corrents ascendents a la vora d'atac de les ones per cobrir distàncies de fins a 400 m (1,300 ft). Per planar cap amunt fora de l'aigua, un peix volador mou la cua fins a 70 vegades per segon. A continuació, esteneix les seves aletes pectorals i les inclina lleugerament cap amunt per donar-li aixecament. Al final d'un planeig, plega les aletes pectorals per tornar a entrar al mar, o deixa caure la cua a l'aigua per empènyer l'aigua per aixecar-se per un altre planeig, possiblement canviant de direcció. El perfil corbat de l'"ala" és comparable a la forma aerodinàmica de l'ala d'un ocell. El peix és capaç d'augmentar el seu temps a l'aire volant directament cap a la direcció de les corrents ascendents creades per una combinació d'aire i corrents oceànics.
Les serps del gènere Chrysopelea també es coneixen amb el nom comú de "serp voladora". Abans de llançar-se des d'una branca, la serp fa una corba en forma de J. Després d'empènyer el seu cos cap amunt i allunyar-se de l'arbre, xucla el seu abdomen i s'envasa les costelles per convertir el seu cos en una "ala pseudo còncava", tot fent un moviment continu de serpentina d'ondulació lateral paral·lel al terra per estabilitzar la seva direcció en l'aire per poder aterrar amb seguretat. Les serps voladores són capaces de planar millor que els esquirols voladors i altres animals planants, malgrat la manca d'extremitats, ales o qualsevol altra projecció semblant a ales, planant pel bosc i la selva on habita amb una distància de fins a 100 m. La seva destinació és predita majoritàriament per la balística ; tanmateix, poden exercir un cert control d'actitud durant el vol "planant" a l'aire.
El vol planant ha evolucionat de manera independent entre 3.400 espècies de granotes de les famílies del Nou Món ( Hylidae ) i del Vell Món ( Rhacophoridae ). Aquesta evolució paral·lela es veu com una adaptació a la seva vida als arbres, molt per sobre del sòl. Les característiques de l'espècie del Vell Món inclouen "mans i peus engrandits, corretges completes entre tots els dits de les mans i els peus, solapes laterals de la pell als braços i les cames. Els llangardaixos voladors del gènere Draco són capaços de volar planant mitjançant membranes que es poden estendre per crear ales (patagia), formades per un conjunt de costelles engrandides.

## Tècniques
Per a la seva pràctica no necessita motor i aprofita la sustentació que li proporciona la seva aerodinàmica per romandre a l'aire amb una velocitat relativa respecte a terra i absoluta respecte a l'aire en què es desenvolupa i amb una taxa de caiguda pròpia de cada aparell i variable segons la seva velocitat que és la que determina la corba polar.
Depenent de l'envergadura i altres característiques aerodinàmiques de l'aparell que s'utilitzi, es poden aconseguir coeficients de planeig de 30:1, fet que significa que es pot viatjar una distància de 30 km, amb una disminució d'alçada de 1.000 m. El planeig fins i tot es pot aconseguir amb una ala plana (sense curvatura), com amb un simple avió de paper, o amb el llançament de cartes.

### Enlairament
Per a l'enlairament i depenent de l'aeronau ho pot fer amb la pròpia carrera del pilot enlairant-se per un pendent o remolcat per altres mitjans, ja sigui una altra aeronau propulsada o sistemes d'arrossegament per cable terrestres com el torn. Entre els mitjans de vol lliure cal destacar l'ala delta, el parapent i el planador 

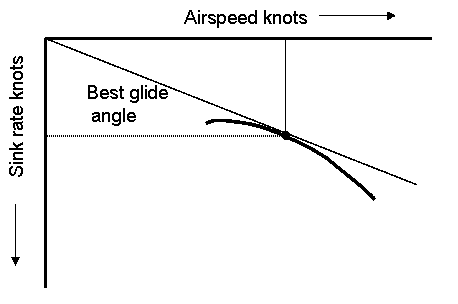
Corba polar que mostra l'angle de planeig per a la millor velocitat de planeig (millor L/D). És l'angle de planeig més pla possible en aire en calma, cosa que maximitzarà la distància recorreguda. Aquesta velocitat de lʻaire (línia vertical) correspon al punt tangent dʻuna línia que comença des de lʻorigen del gràfic. Un planador que voli més ràpid o més lent que aquesta velocitat aèria cobrirà menys distància abans d'aterrar.

## Modalitats
Vol per tèrmiques - Tot i que hi ha molts tipus de vol sense motor, el més comú és el que utilitza corrents ascendents d'origen convectiu per augmentar o mantenir l'altitud. Volar en tèrmica és també la modalitat més utilitzada per les aus grans, com voltors, cigonyes, còndors, albatros, àguiles i els falcons per recórrer llargues distàncies des de temps immemorials.
Vol en pendent - En què el pilot utilitza el vent que va en contra d'un turó (anomenat corrent orogràfic ), pujant i aixecant el planador amb ell. Aquest vol es realitza sempre cap al vessant de sobrevent del turó, ja que a l'altre costat el corrent d'aire va descendent. ( Vegeu article: vol en turó ). Aquesta modalitat també la fan servir els ocells en general.
Ona estacionària - En què s'arriba a altituds molt elevades des de les quals es pot arribar a distàncies realment grans. L'actual rècord mundial de distància de 3009 km es va recórrer en aquestes condicions, a la regió dels Andes argentins l'any 2003.
Vol dinàmic - Realitzat principalment per determinades aus marines com l'albatros, aquesta modalitat aprofita el diferencial energètic creat per la zona de fricció entre diferents masses d'aire. Experimentada amb un planador als anys 80 pel pilot australià Ingo Renner, aquesta modalitat encara ha estat molt poc explorada per la comunitat de voladors, però els nous projectes de planadors pretenen incloure-la.
|                                                                                                | |
| Tèrmica: circulació de corrents aire que puja provocat en escalfar-se la superfície terrestre. | Vol de turó: Com utilitza un planador per enlairar-se. el corrent d'aire ascendent que resulta en xocar l'aire contra el turó |

## Vol sense motor
El vol sense motor es basa en guanyar alçada mitjançant les mateixes tècniques que utilitzen els ocells, el vol en cercle en els corrents d'aire ascendents (generalment una columna d'aire calent anomenada tèrmica ) en què la taxa d'ascens de l'aire supera la de descens del veler, per després planejar avançant en la direcció desitjada fins que la pèrdua d'alçada obliga a buscar una nova font d'ascens, com pot ser una altra tèrmica, un vessant aproat al vent en què l'aire no té més remei que ascendir per salvar l'obstacle, o un rebot ascendent de l'aire a sotavent d'un vessant anomenat "ona de muntanya". Amb bones condicions meteorològiques, i en llocs favorables per al vol sense motor, es poden aconseguir vols de 500 km de longitud amb planadors relativament modestos, i cada any s'aconsegueixen vols de més de 1.000 km amb planadors d'última generació.

## Història
| | >                                                  |
| Lilienthal Normalsegelapparat , El planador d'Otto Lilienthal, el primer a volar planant amb èxit ( Alemanya, 1895). | Pedalier, avió a propulsió humana ( Itàlia, 1936). |

Es va desenvolupar notablement en el període de 1920 a 1940 a Alemanya, esdevenint una activitat altament competitiva i tecnològicament avançada.
El planador va ser el primer tipus d'avió que va fer un ús a gran escala de materials compostos per a la seva construcció ja als anys 60, a més de fomentar el desenvolupament cada cop més refinat de l'aerodinàmica avançada i l'electrònica de bord.
Els primers ordinadors electrònics pels planadors van aparèixer a la dècada de 1970, i l'any 1992 va començar l'ús de receptors GPS portàtils a les cabines dels planadors de competició. L'any 1995, l'ús del GPS ja estava estès en aquest esport a tot el món, inclòs al Brasil, tant amb GPS portàtils com també amb els anomenats Flight Data Recorders (FDR) o gravadors de vol GPS acoblats a ordinadors electrònics de planeig.

## Segona Guerra Mundial
Durant la Segona Guerra Mundial, molts planadors van ser utilitzats per transportar tropes i vehicles en invasions, com en la batalla de Normandia ; com transportar comandos, espies i subministraments a les línies enemigues.
|                             |                                                |
| Kokusai Ku-7 ( Japó, 1942). | Aeronau general Hamilcar ( Regne Unit - 1942). |